# Hugo Öfverström
Hugo Öfverström, född 13 november 1900 i Kungälv, död 28 oktober 1972 i Älvsborgs församling, Västra Frölunda, var en svensk målare.
Han var från 1939 gift med Britta Maria Bjelke. Öfverström studerade konst för bland annat Birger Simonsson vid Valands målarskola 1922–1922. Han medverkade i en elevutställning 1919 där han bedömdes som en fin kolorist med en diskret färgskala. Under sin studietid medverkade han 1921 i Göteborgs konstförenings julutställning på Valands och den Allmänna vårutställningen på Liljevalchs konsthall i Stockholm. Efter studierna medverkade han bland annat i en utställning på Galleri Ny konst i Göteborg och Liljevalchs Höstsalonger. Hans konst består av varierade motiv utförda i olja eller akvarell. 